# Bratr Jün
Bratr Jün (též Bratr Yun) (čínsky v českém přepisu Jün ti-siung, pchin-jinem Yún dìxiōng, znaky 云弟兄, občanským jménem čínsky v českém přepisu Liou Čen-jing, pchin-jinem Liu Zhenying, znaky 刘振营, * 1958) je jedním z nejznámějších vedoucích křesťanské čínské podzemní církve a propagátorem hnutí Zpět do Jeruzaléma. Život bratra Yuna je popsán v knize Nebeský muž, kterou napsal on a Paul Hattaway. Kniha vypráví o mládí, evangelizaci a zázracích bratra Yuna. Je dále autorem knihy Živá voda, kterou rovněž napsal ve spolupráci s Paulem Hattawayem.
V roce 2009 bylo o bratru Yunovi zmínka v pořadu České televize, v Křesťanském magazínu.
Bratr Yun je disident v současnosti žijící v Německu. Českou republiku navštívil v r. 2009, 2012, 2015 a 2017. S manželkou Deling má dvě děti.
Jeden z vůdců čínských podzemních křesťanů, Lin Sien-kao, Jünovu činnost zpochybnil s tím, že příliš nesouvisí se skutečnou aktivitou čínských podzemních křesťanů. Jün se proti obvinění naopak ohradil v tom smyslu, že ho Lin Sien-kao nikdy nepotkal ani nečetl jeho knihy.